# Mouvement du 6 juin
Le Mouvement du 6 juin, couramment abrégé M66, est un collectif citoyen togolais créé en 2025 et composé principalement de blogueurs, artistes, notamment issus de la diaspora.

## Contexte
Le Mouvement du 6 juin - M66, est un collectif citoyen togolais né dans un contexte politique tendu, marqué par la révision constitutionnelle opérée par un groupe parlementaire de l'Assemblée nationale le 6 mai 2024. Ce changement majeur, qui a instauré un régime parlementaire et renforcé le pouvoir du président du conseil des ministres (chef du gouvernement) au détriment du président de la République,a été perçu par une frange importante de la société civile comme une manœuvre de confiscation du pouvoir. En réaction, un groupe de citoyen togolais engagés, issus de divers horizons sociopolitique, a lancé le mouvement M66 pour contester cette réforme. Le nom du mouvement fait directement référence à la date du 6 mai de la réforme constitutionnelle et surtout le jour de l'anniversaire du président du conseil Faure Gnassingbé et c'est ce même date ait tenue cette contestation le 6 juin 2025, symbole du tournant institutionnel.
Début juin, les premières manifestations avaient en partie été lancées par le rappeur togolais Aamron, critique du pouvoir, qui avait été arrêté dans la nuit du 26 au 27 mai 2025, avant de réapparaître dans une vidéo le 5 juin d'un hôpital psychiatrique à Zébé à Aného où il présentait des excuses à Faure Gnassingbé. Il a été libéré le 21 juin 2025,.
Dès sa création, le M66 s'est positionné comme une force de résistance pacifique prônant la défense de l'État de droit, l'alternance démocratique et la souveraineté populaire.

## Objectifs
Le mouvement du 6 juin - M66 a pour principaux objectifs :
- La restauration de l'ordre constitutionnel de 1992(constitution togolaise de1992) initial avant la révision du 6 mai 2024 ;
- La défense de la démocratie, de la séparation des pouvoirs et de la souveraineté populaire ;
- La promotion de l'alternance politique pacifique au Togo ;
- La sensibilisation des citoyens sur les enjeux institutionnels et politique du pays ;
- Le départ du président Faure Gnassingbé[1].

## Actions et mobilisations
Depuis sa création, le M66 a mené plusieurs actions :
- Des conférences citoyennes et des publications sur les réseaux sociaux ;
- L'organisation ou la participation à des manifestations pacifiques ;
- Des appels à la désobéissance civile, notamment à partir du 23 juin 2025, pour contester la légitimité des nouvelles institutions[6].

## Composition
Le mouvement regroupe :
- Des activistes de la société civile ;
- Des blogueurs dont le tiktokeur Hodako,Kodjovitoguin,Togbévi Kpessé, Roméo Mokonzy, Gemy,etc.[7]
- Des artistes engagés dont Zaga Bambo, Aamron,etc.[7]
- Et surtout des membres de la diaspora togolaise dont la militante et écrivaine Farida Nabourema, Ferdinand Ayité et bien d'autres...[8]

## Réactions et controverses
Le gouvernement togolais a qualifié le mouvement de tentative de déstabilisation du pays et de la sous-région. Les autorités ont renforcé les dispositifs de sécurité lors des appels à manifestation. Toutefois, le M66 revendique une démarche non violente et constitutionnelle.

## Décès
En début et jusqu'à fin juin 2025, lors de manifestations contre le pouvoir de Lomé,au moins 7 personnes ont trouvé la mort dont un jeune homme de 15 ans, Jacques Koutoglo qui n'avait pas participé à cette mobilisation et plusieurs dizaines de blessées. Les rassemblements, organisés entre le 6, 26,27 et 28 juin 2025 dans différents quartiers de la capitale togolaise, ont été dispersés par les forces de l'ordre à l'aide de gaz lacrymogènes, tandis que des pneus et barricades étaient brûlés et que de nombreux commerces restaient fermés. Le gouvernement a indiqué que les corps repêchés dans les cours d'eau (dans les lagunes ) avaient été victimes de noyade, sans préciser leur nombre, et a dénoncé des tentatives de récupération politique. 
Le ministre de l'administration territoriale, Hodabalo Awate ,a salué<< le bon comportement>> des citoyens, le<< professionnalisme>> des forces de sécurité et affirme que « le gouvernement prendra toutes les dispositions pour protéger ses citoyens togolais ». Le porte-parole du Front citoyen Togo debout, David Dosseh , a pour sa part déclaré :« Nous ne sommes pas des animaux, nous sommes des fils et filles de ce pays et la constitution nous donne le droit de nous exprimer et de manifester pacifiquement ».

## Mandat d'arrêt international
Le 9 juillet 2025, les autorités togolaises annoncent avoir émis des mandats internationaux contre plusieurs blogueurs et artistes membres du Mouvement du 6 juin-M66. Depuis le début du mois de juin,ce mouvement appelle à des manifestations contre la vie chère et la mauvaise gouvernance,.